# 아우구스트 슐라이허

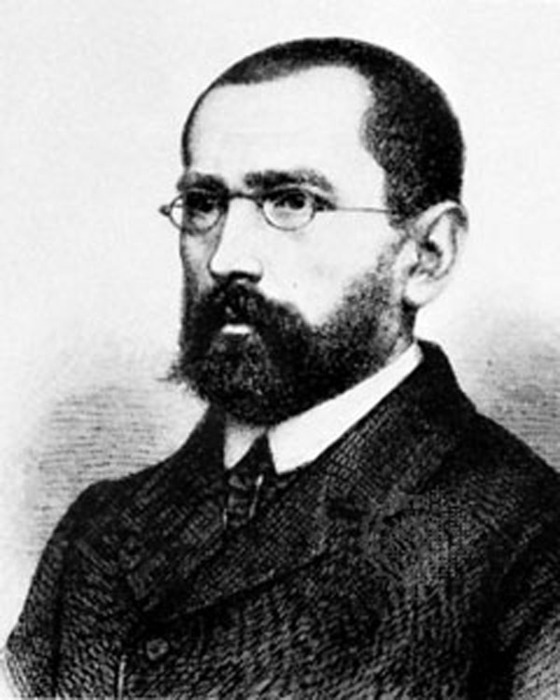
아우구스트 슐라이허

아우구스트 슐라이허 (August Schleicher, 1821년 2월 19일 - 1868년 12월 6일)는 인도유럽어족과 슬라브어를 연구한 언어학자이다.
독일 마이닝겐(Meiningen)에서 태어났다. 1840년 가을 라이프치히 대학에 등록하여 신학을 공부하다가 1841년 튀빙겐 대학으로 옮겨 신학, 철학, 셈어를 공부했다. 2년후 신학을 그만두고 본 대학에 등록해, 라센(Christian Lassen)과 함께 동방 언어를, 디츠(Friedrich Diez)과 함께 독일어 방언을 공부하였다.
1868년 예나에서 사망했다.